# Derfflinger (fartyg, 1681)
Derfflinger var ett segelfartyg som ägdes av örlogsflottan i Brandenburg-Preussen.
Fartyget sjösattes 1675 i Nederländerna. Det hade en längd av 39 meter och en bred av 7,6 meter och var konstruerat för 86 man besättning. Fartyget köptes 1681 från rederiet Benjamin Raule och det fick först namnet Wolkensäule. Året 1685 döptes skeppet efter Georg von Derfflinger. Derfflinger hade endast ett fåtal kanoner och det var inte tänkt som krigsfartyg. Båten var ett av de första i Europa som styrdes med hjälp av en ratt.
Derfflinger användes mellan 1686 och 1693 för flera resor från Emden till Västafrika. Under en färd äntrades fartyget av franska pirater. Det fritogs kort efteråt av en englsk fregatt. Preussen fick betala för bärgningen och några år senare såldes fartyget i Emden.